# Кашпури
Кашпу́ри — село Роменського району Сумської області. Населення становить 538 осіб. Входить до складу Роменської міської громади. До 2020 орган місцевого самоврядування — Перехрестівська сільська рада. Розташовано в південній частині Роменського району.

## Географія
Село Кашпури знаходиться на одному з витоків річки Липівка. На річці великі загати. На відстані 1 км розташовані села Кузьменкове і Зюзюки. На заході межує за селом Бойкове. На території села є 2 (близько 17 та 1 га) ставки та 2 ставки за межами села. Поруч проходить автомобільна дорога Т 1913.

## Історія
Населення села сильно постраждало під час голодомору 1932—1933 років. 
|  | під час виконання плану хлібозаготівлі робили арешти селян, саджали їх у нетоплене приміщення й держали по 3 і 5 діб, хоч вони свої плани й виконали, … забирали печений хліб, сухарі, … виганяли з хат і забирали все майно... |

12 червня 2020 року, відповідно до розпорядження Кабінету Міністрів України № 723-р «Про визначення адміністративних центрів та затвердження територій територіальних громад Сумської області», село увійшло до складу Роменської міської громади.
19 липня 2020 року, в результаті адміністративно-територіальної реформи та ліквідації Роменського району(1930—2020), увійшло до складу новоутвореного Роменського району.

## Населення

### Мова
Розподіл населення за рідною мовою за даними перепису 2001 року:
| Мова       | Відсоток |
| ---------- | -------- |
| українська | 97,77%   |
| російська  | 2,05%    |
| болгарська | 0,18%    |

## Економіка
На території села діє Дослідне господарство «Іскра» яке спеціалізується на вирощуванні насіннєвого матеріалу зернових культур і входить до Сумського НВО «Еліта» Української Академії аграрних наук. Окрім вирощування зернових «Іскра» здійснює господарську діяльність з молочно товарного скотарства, вирощування свиней. Більшість населення села працює в місті Ромни.

## Побут
Село газифіковане, має дороги і зв'язок, має добрі дитячий садок, школу, фельдшерсько акушерський пункт, лазню, декілька магазинів і налічує близько 500 дворів.

## Видатні особистості
Багмет Олександр Іванович — український військовик, учасник російсько-української війни.